# Monica Sarnelli
Monica Sarnelli (Napoli, 9 maggio 1966) è una cantante italiana.
È interprete in particolare della canzone napoletana, ma conosciuta anche in ambito nazionale per essere l'interprete della sigla della soap televisiva di Rai 3 Un posto al sole.

## Carriera
Debutta nel 1981, all'età di quindici anni, con un 45 giri intitolato Amo. Collabora successivamente come corista di cantanti affermati come Wess, Gianni Bella, Dario Baldan Bembo, Edoardo Bennato, Little Tony, Peppino Di Capri, Fred Bongusto, Gino Paoli, Gigi D'Alessio, Sal da Vinci.
Nel 1992 riprende la sua attività solistica cantando con la sua band nei locali e presentando un repertorio più vario non limitato alla sola musica napoletana, pubblicando nel 1993 il suo primo album dal titolo Plays.
I suoi singoli successivi, La città che brucia e Romantica (1994), Le cose che non dirò e Come cambia la vita (1995) sono trasmessi nelle radio locali ma è con l'occasione di interpretare la sigla della soap opera Un posto al sole ambientata a Napoli che acquista notorietà anche a livello nazionale.
Torna alle origini, riscoprendo le sonorità napoletane, con gli album "Lazzare felici volume 1" (2004), "Lazzare felici volume 2" (2007) e la raccolta antologica "Neapolitan power i feel"  in cui interpreta brani come: Chesta sera di Nino D'Angelo, Campagna di James Senese e Franco Del Prete, Lazzarella di Riccardo Pazzaglia e Domenico Modugno,  la classica 'O surdato 'nnammurato di Aniello Califano, Maruzzella di Renato Carosone, oltre a tanti brani del suo "mito" Pino Daniele come: Terra mia, A me me piace 'o blues, Chi tene 'o mare, Canzone nova, Assaie e Lazzari felici.
In queste incisioni, di "vecchi classici" e "nuovi classici" della canzone partenopea, la "produzione artistica" e gli "arrangiamenti" sono di Gigi De Rienzo; alla batteria "spicca" Agostino Marangolo; le chitarre sono di Franco Giacoia; alle tastiere c'è Ernesto Vitolo; gli "ospiti speciali" sono tanti e di "grande prestigio": Peppino Di Capri, James Senese, Enzo Gragnaniello, Lino Cannavacciuolo, Marcello Colasurdo, Marco Zurzolo, Solis String Quartet, Alfonso Deidda, Sha One, Patrix Duenas.
Nel 2004 partecipa al Premio Carosone. 
Nel 2005, con Sal da Vinci e Gigi Finizio, è in concerto ad Agnano per il "G.P. Lotteria".
Nel 2007 è protagonista in diretta su SKY - con Gigi D'Alessio, Alessandro Siani e Sal da Vinci - alla festa per il ritorno in serie A della SSC Napoli dallo stadio San Paolo di Napoli.
Nel 2008 è in concerto al "Leuciana Festival" al Belvedere di San Leucio (CE).
Nel 2008 "duetta" con Nino D'Angelo, alla serata finale della "Piedigrotta", sul palco di Piazza del Plebiscito a Napoli (con "ospiti illustri" quali: Sophia Loren e Pippo Baudo).
Nel 2010 è su RAIUNO - con Lucio Dalla, Josè Feliciano ed altri - protagonista in "Napoli prima e dopo".
Nel 2010 è su RAIDUE in "NAPOLI RACCONTA", programma di Giorgio Verdelli, con la conduzione di Enzo De Caro.
È stata anche conduttrice, dal 1994 al 2003, di Ritmi Urbani, in onda ancora oggi sulle televisioni locali della Campania.
Attualmente, con la sua band, è in tour  con il suo progetto 
"NEAPOLITAN NU_CLASSIC".
Ha debuttato a Teatro, al Sannazaro di Napoli, con lo spettacolo di storie e canzoni, "NAPOLI PLEBISCITO ITALIA", da lei scritto con Dario Andreano, nel mese di novembre 2011.
Ad ottobre 2012, con il disco "Notte Lenta", realizzato ancora su etichetta Bop and Pop, si ripropone al pubblico, continuando il suo percorso di rilettura di brani partenopei (tra "vecchi classici" e "nuovi classici"), ma con la novità di due canzoni scritte apposta per lei da importanti autori quali Franco Del Prete ("Notte Lenta") ed Enzo Leomporro ("Tu nun siente niente").
Nel 2015 è la volta dell'album "Sirene, sciantose, malafemmene ed altre storie di donne veraci" che la Sarnelli presenta andando in tour con uno spettacolo musicale dello stesso nome.
Sempre nel 2015, Sarnelli partecipa al brano Amore Azzurro, composto dal cantautore Gianfranco Caliendo (ex frontman, voce solista, chitarrista e autore de Il Giardino dei Semplici), cantando assieme ad altri artisti quali: lo stesso Caliendo, i fratelli Artesi, Tony Cicco, Gianni Donzelli, Patrizio Oliva, Antonello Rondi. Il brano diventa una sigla radiofonica ed un videoclip di successo.
Nel 2016 esce un cofanetto di 4 dischi, di cui uno intitolato "A testa in su" che contiene 7 nuovi registrazioni fra inediti e nuove riletture di alcuni classici, fra cui spicca il brano "Mentecuore" di Nino D'Angelo.
Nel tardo 2017 esce un inedito dal titolo "Vicino a te", accompagnato anche da una videoclip.
Ad inizio del 2020 il ricordo e l’omaggio a Pino Daniele, a cinque anni dalla morte del musicista partenopeo un nuovo concerto della cantante napoletana in programma alla Domus Ars di Santa Chiara a Napoli il 4 gennaio sera.
Successivamente la cantante si è esibita l'8 agosto 2021 a Napoli, con il suo concerto “Napoli a Colori” nell’ambito della programmazione di “Agorà Scarlatti”.

## Discografia

### Album
- 1993 – Plays
- 2002 – Un posto al sole (Collection 1992/2002)
- 2004 – Lazzare felici, vol.1
- 2006 – Lazzare felici, vol.2
- 2009 – Neapolitan Power, I Feel
- 2012 – Nottelenta
- 2015 – Sirene, sciantose, malafemmene ed altre storie di donne veraci
- 2016 – A testa in su